# پل خیابان راندولف
پل خیابان راندولف پلی است که از رود شیکاگو در مرکز شهر شیکاگو، ایلینوی عبور می‌کند.